# مسرشمیت ام‌ئی ۵۰۹
مسرشمیت ام‌ئی ۵۰۹ (به انگلیسی: Messerschmitt Me 509) یک هواگرد ساختِ کارخانهٔ مسرشمیت در کشور آلمان است.